# 그늘에서 지킨다
《그늘에서 지킨다!》(陰からマモル!)는 <정들면 고향 코스모스장(황당용사 욜라세다)>의 원작자인 '아치 타로'가 연재한 소설이자 그걸 원작으로 하는 동일 제목의 애니메이션이다. 일본에선 'メディアファクトリ-(미디어 팩토리)'를 통해 2003년부터 연재되기 시작했고 2008년에 완결된다. 이후 2009년부터 'もっと! 陰からマモル!'라는 이름으로 전작 시리즈의 뒷이야기를 다룬 책을 출판하였다. 그리고 이후 2006년에 총12편의 TV 애니메이션으로 제작되었다.
제목인 '陰からマモル!(그늘에서 지킨다)'는 말 그대로 주인공인 '카케모리 마모루'의 한자와 직결되는데, 일본어에서 '마모루'는 '지킨다'라는 뜻이 있으므로, 이 제목은 '지킨다'는 뜻을 나타냄과 동시에 닌자이면서도 자신의 정체를 숨기고 있는 주인공 마모루의 처지를 암묵적으로 말해주고 있다고 볼 수 있다. 소꿉친구이자 자신이 지켜야 할 대상인 '콘냐쿠 유우나'를 닌자로서 지켜야만 하는 마모루 앞에 등장하는 다양한 적들(?)과 다양한 미소녀들이 한데 어울려 일으키는 소동들을 코믹하게 그려내고 있다...

## 줄거리
주인공의 가문인 '카케모리 가'는 400 여 년 전에 자신의 조상이 섬겨 온 영주의 명으로, 곤약 제작 명인의 가문인 '콘냐쿠 가'를 현재까지도 지키고 있는 닌자 일족이다.... 주인공인 카케모리 마모루 역시 조상 때부터 내려온 사명에 따라, 소꿉친구이자 호위 대상인 '콘냐쿠 유우나'를 옆에서 은밀히 지킨다.
그러나 원래부터 멍하고 여러 사건들을 일으키는 소질이 다분했던 유우나로 모자라서, 자신을 "유우나의 大친구"라 자청하는 '아이리'와 미소녀 검사 '츠바키', 마모루를 친오빠처럼 따르는 닌자 소녀 '야마메', 거기에 미소년 전학생이자 닌자인 '호타루'까지 등장하면서, 평범한 일상을 보내는 것도 닌자로서의 임무를 완수하는 것도 여러모로 어려움이 따르는 나날이 이어지는데.........

## 등장인물
※ 등장인물 소개는 애니의 설정 및 내용에 바탕을 두고 저술됨...
카케모리 마모루(陰守 マモル)
성우 - 키사이치 아츠시/한바 토모에/변현우/장경희 (※어린 시절의 마모루 役은 '한바 토모에/장경희'님께서 담당해주심.)
본 작품의 남자주인공. 고등학교 2학년. 보기엔 뱅글뱅글 도는 도수 높은 안경을 끼고 부시시한 머리를 하고 있어, 칠칠맞고 변변치 않게 보인다. 그러나 실은 친구인 유우나를 은밀히 지키고 있는, 숙련된 실력의 닌자이다. 게다가 안경을 벗으면 잘 생긴 얼굴을 하고 있으며, 닌자로서의 실력도 우수한 편이다.
주변의 여러 여자들에게 호감을 얻고 있으나, 본인은 그걸 느끼지 못 하고 있다.
콘냐쿠 유우나(紺若 ゆうな)
성우 - 나카하라 마이/김민정
본 작품의 주요 여자주인공. 고등학교 2학년. 태어날 때부터 마모루의 옆집에 살고 있었고 유치원 때부터 항상 같은 학교, 같은 반이었다. 방긋방긋 잘 웃지만 왠지 바보같은 구석이 있고 언제나 트러블을 일으키먀 그때마다 마모루가 옆에서 도와주곤 한다. 마모루의 정체를 알지 못 하고 있으며 마모루를 좋아함.
바나나를 무지 좋아하며, 바나나를 먹는 여러 방법을 생각하거나 바나나에 관련된 자작송을 만들어 부르곤 한다. 잘 하는 운동은 테니스 뿐.
사와가시 아이리(沢菓 愛里)
성우 - 신타니 료코/박나연
고등학교 2학년. 항상 자신을 "유우나의 大친구"라 자청하고 다님. 언제나 수선스러우며 소동을 일으키곤 한다. 유우나의 곁에 붙어 다니는 마모루를 '아호루'라 부르며, 그를 눈엣가시처럼 여기고 있다. 하지만 실은 속으로 마모루를 좋아하고 있음. 그리고 보기와는 달리, 엄청난 부잣집의 아가씨이다.
맛부타츠 츠바키(真双津 椿)
성우 - 코지마 사치코/김현지
'참뢰라만구검(斬瀨羅滿狗劍)'이라는 검법을 자유자재로 사용하는 미소녀 검사. 처음엔 극악파에게 속아, 유우나와 마모루를 처단하려고 왔으나, 마모루 덕에 그것이 오해였음이 깨닫고 그 조직을 처단한다. 그리고 그 후 견문을 넓히고자 마모루가 다니는 학교에 2학년으로 오게 된다. 그녀 역시 마모루에게 호감이 있는 듯 함. 또한 겉으론 쿨하고 우직해보이나, 실제론 소녀같은 마음을 가지고 있음.
츠바키는 자신의 검법이 코코넛밀크를 벨 수 없음을 알고 코코넛밀크를 베기 위한 수련을 함. 그리고 그녀는 테니스의 매력에 빠져 테니스부에 들어갔다.
핫토리 야마메(服部 山芽)
성우 - 시미즈 아이/미연
사쿠라코의 고향인 이가(伊賀) 마을에서 온 씩씩하고 활기찬 닌자소녀로, 마모루한테는 먼 친척에 해당한다. 야마메는 어렸을 때 자신을 위험에서 구해 준 마모루를 좋아해왔었으나, 마모루와 재회를 하였을 때 그의 변변치 않는 모습에 실망감을 가지게 된다. 그러나 닌자의 모습을 하고서 극악파에 납치당한 자신을 구하러 온, 마모루의 모습에 다시 한 번 반하게 된다. 이후 마모루가 다니는 학교에 1학년으로 들어온다. 호타루하곤 가문간의 라이벌보단, 사랑의 라이벌같은 구도를 가지고 있다.
쿠모가쿠레 호타루(雲隱 ホタル)
성우 - 후루카와 에리나/이승연
코우카(甲賀) 지방에서 온 청순가련한 느낌의 미소녀 닌자. 가문의 명예 회복을 위해, 마모루와 같은 고등학교에 전학을 와서 마모루를 쓰러뜨리려고 한다. 하지만 쓰려뜨리기 위해 온 자신을 마모루가 다쳐가면서까지 감싸주는 모습에 마음이 흔들려, 마모루의 사살을 포기한다. 이후 호타루는 다른 학교에 전학을 갔지만, 마모루와 같은 동네에서 살게 된다. 호타루 역시 마모루에게 호감을 갖고 있음. 야마메하곤 마모루를 두고 티격태격함,,,
히노모리 타스케(陽守 タスケ)
성우 - 미야타 코우키/김지유
애니메이션에서 등장하는 인물로, 애니 마지막 부분에서 교통사고를 당한 유우나를 지키지 못 한, 마모루를 대신해 유우나를 지키라고 본가에서 보내진 닌자 소년. 마모루하곤 먼 친척 뻘에 속한다. '히노모리 가'는 본가인 '카게모리 가'의 사람에게 무슨 일이 있을 때, 그 사람의 대역을 하는 역할을 해왔다고 하며, 타스케는 마모루의 대역으로서 어릴 적부터 훈련을 받아 왔다.
카게모리 켄고(陰守 堅護)&카게모리 사쿠라코(陰守 桜子)
성우 - 이즈미 히사시&이토 미키
마모루의 부모님으로, 두 분 역시 닌자. 아버지인 켄고는 유우나의 아버지와 같은 회사에 다니며, 어머니인 사쿠라코는 유우나의 어머니와 같은 아르바이트를 하며 은밀하게 콘냐쿠 가문의 사람들을 지키고 있다. 닌자로서의 실력은 마모루보다 우월하다.
부루마루(ぶる丸)
성우 - 야마구치 노보루/김미려
마모루네 집에서 키우는 개. 멍청해 보이는 외모에 목엔 빨간 목도리를 두루고 있다. 하지만 이 개의 정체는 닌자 수련을 받은 닌자개. '춘권'이라는 중국만두와 유부초밥을 매우 좋아함.

## 주제가
오프닝 - <Million love(ミリオン ラブ)>
작사·작곡·편곡 - Funta
노래 - 나카하라 마이/카라 (음악 그룹)
엔딩 - <Rainy beat>
작사·작곡·편곡 - Funta
노래 - 신타니 료코, 코지마 사치코, 시미즈 아이, 후루카와 에리나/김민정 김미려 김현지 미연 이승연